# Мфілю Мафумба
Жан-Рене Саша Мафумба (фр. Jean-Rene Shasha Mafumba), більш відомий як Мфілю Мафумба (фр. Mfilo Mafumba; 11 жовтня 1969) — колишній заїрський футболіст, один з перших легіонерів з дального зарубіжжя в чемпіонаті України.

## Біографія
На початку серпня 1995 року провів 2 матчі за команду «ЦСКА-Борисфен» в Вищій лізі України. У ЦСКА він перейшов разом з іншим легіонером Альфонсо Янезом Раміресом з Перу. Мафумба в чемпіонаті зіграв проти запорізького «Металурга» (0:1) і донецького «Шахтаря» (4:0), в обох іграх ЦСКА-Борисфен здобув перемогу, також в обох іграх Мфіло виходив на заміну замість Андрія Гусіна. В одному з матчів диктор по стадіону помилився, назвавши що на поле вийшов Степан Матвіїв, хоча насправді на заміну вийшов Мфіло Мафумба. Мафумба став першим гравцем із Заїру в чемпіонаті України. Потім у Мафумби був варіант працевлаштування в одному з клубів Дубая.
Через кілька місяців його агент Віллі Хоппен працевлаштував Мафумбу в німецький клуб «Пархімер» з міста Пархим, який виступав в NOFV-Oberliga Nord (п'ятий рівень німецької футбольної системи). Конголезький футболіст обійшовся клубу в 15 тисяч доларів США, а його щомісячна зарплата становила 2 тисячі марок. Також разом з Жаном-Рене Мафумбою в «Пархімер» перейшов його співвітчизник Ассане Топе. У складі команди дебютував 5 листопада 1995 року в домашньому матчі проти «Магдебурга», Мафумба вийшов на відіграв весь матч, а зустріч закінчилася з рахунком 3:0. Всього провів у команді півтора року і зіграв 40 матчів, в яких забив 7 м'ячів. Влітку 1998 року перейшов в «Шенберг» з однойменного міста. У складі колективу провів один сезон і відіграв у 18 матчах, забивши 1 м'яч. У червні 1999 року стало відомо, що контракт Мафумби з клубом не буде продовжений.